# Garching-Hochbrück (metrostation)
Garching-Hochbrück is een metrostation in de Duitse stad Garching. Het station werd geopend op 28 oktober 1995 en wordt bediend door lijn U6 van de metro van München.